# Кавказская гадюка

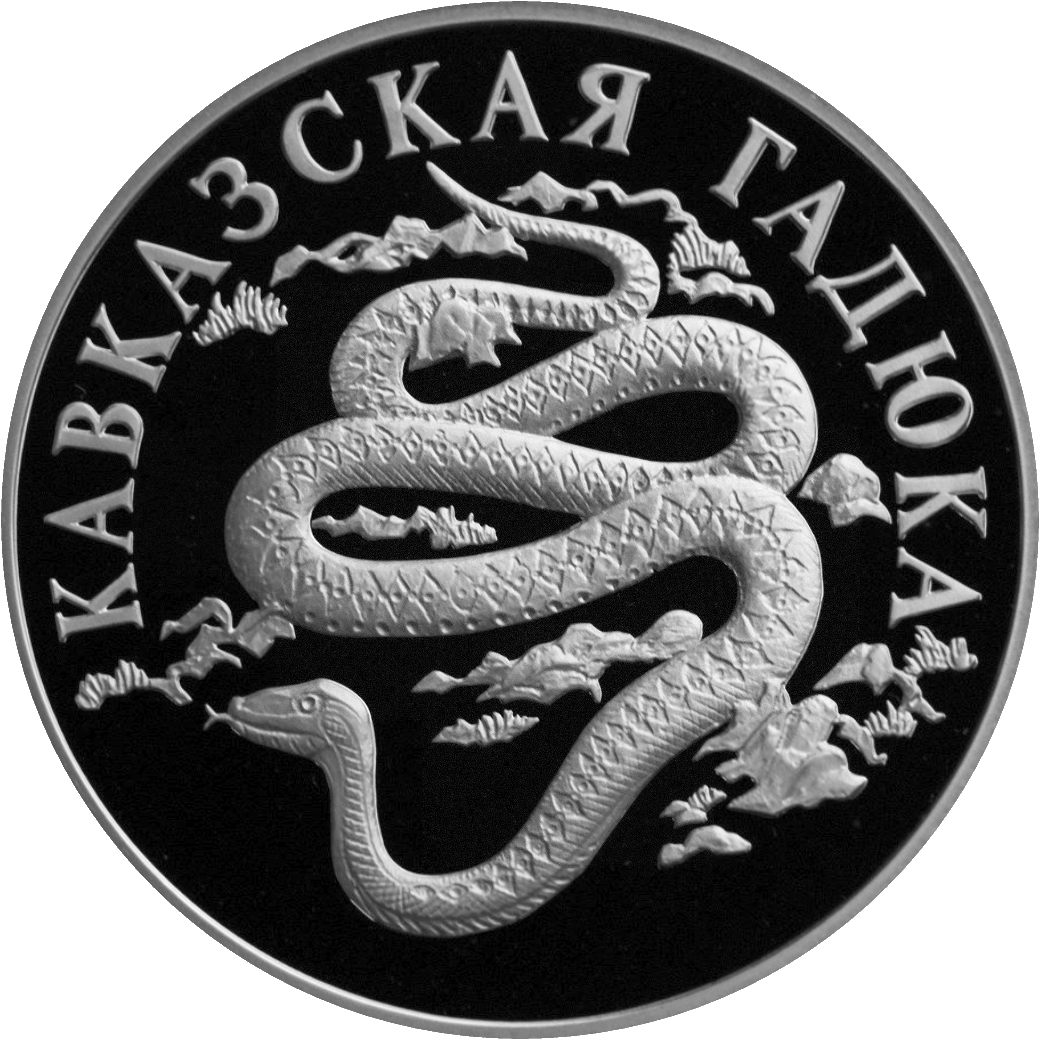
Кавказская гадюка. Монета Банка России — Серия: «Красная книга», серебро, 1 рубль, 1999 год

Кавказская гадюка, или гадюка Казнакова (лат. Vipera kaznakovi), — вид ядовитых змей рода настоящие гадюки семейства гадюковые. Редкий вид, распространённый на Западном Кавказе. Назван в честь директора Кавказского музея А. Н. Казнакова.

## Внешний вид
Максимальная длина тела самцов достигает 47,5 см, самок — 60 см, длина хвоста 7—8 см. Самцы стройнее и с более длинным хвостом. Голова очень широкая, вдавленная сверху, чётко отграничена от шеи. Кончик морды закруглён. Носовое отверстие прорезано в центре носового щитка, иногда ишь немного смещаясь вниз. Межчелюстной щиток касается двух апикальных. Самцы отличаются от самок меньшим числом брюшных щитков и большим числом подхвостовых (31—37 у самцов и 22—30 у самок).
В отличие от близких видов гадюк, в окраске преобладают красные и оранжевые цвета. Нередко встречаются чёрные особи, у которых, по сравнению с меланистами гадюки Динника, на верхне- или нижнегубных щитках сохраняются жёлтые или красные тона. По спине и хвосту проходит широкая, слегка зигзагообразная чёрная или тёмно-коричневая полоса. Очень часто тёмные пятна на боках тела сливаются в сплошную полосу. Голова сверху чёрная, брюхо чёрное без пятен. Ювенильные особи окрашены в более яркие красно-коричневые тона, максимальная интенсивность которых достигается после первой зимовки.
От степной гадюки отличается яркой окраской, от малоазиатской — присутствием щитков, а не мелких чешуй на верхней поверхности морды, от обыкновенной гадюки изолирована географически.

## Распространение
Ареал проходит вдоль Черноморского побережья Кавказа от города Хопа и Шавшетского хребта в Турции через горные районы Колхиды до пригородов Туапсе (Краснодарский край, Россия), покрывая предгорные районы Краснодарского края, Республики Адыгея, частично признанную республику Абхазию, западную Грузию, Аджарию и Лазистан (Турция). В целом он представлен двумя фрагментами: северо-колхидским (западная Грузия, Абхазия, Адыгея и Краснодарский край России) и аджаро-лазистанским (Аджария и северо-восточная Турция). На северном склоне Большого Кавказа распространена от Горячего ключа до предгорий Апшеронского района. Восточная граница ареала проходит по бассейну Куры до Цхинвала.

## Образ жизни
Населяет лесные склоны, донья каньонов и поляны на высоте до 1000 м над уровнем моря. Известны также из азалиевых и скумпиево-кизиловых дубняков, смешанных субтропических лесов с вечнозелёным подлеском, в каштановых и буковых лесов, прибрежных зарослей ивы, ольшанников, полидоминантных лесов на речных террасах и зарастающих каменистых осыпях. На максимальных известных для вида высотах в бассейнах рек Ачипсе и Бзыбь достигает зоны хвойных лесов, но не заходя далеко вглубь неё. Наиболее подходящий для кавказской гадюки биотоп — поляны и опушки широколиственных лесов, густо покрытые Орляком крымским (Pteridium tauricum) и Ежевикой анатолийской (Rubus anatolicus) на высоте 50—300 м над уровнем моря. В Южной Осетии, где кавказская гадюка крайне редка, она обитает в лесах на высотах от 900 до 1300 м. Вид способен выживать и в трансформированных местообитаниях, таких как обезлесенные луга, сады, виноградники, чайные плантации и старые парки.
В целом редка, в большинстве мест плотность её населения составляет от 0,3 до 0,5 особей на га, но в некоторых локалитетах поднимается до 4 особей на га. Зимовка длится ноября по конец марта, хотя в горах она длится дольше, чем на побережье. В предгорьях могут встречаться и зимой в тёплые дни. Выход из спячки происходит, когда температура воздуха над почвой достигнет +11 °C. Активность двухпиковая, хотя весной и перед уходом на зимовку активны днём.
Питается в основном грызунами (лесная мышь, полевая мышь, кустарниковая полёвка), бурозубка Радде, ящерицами(ящерица Браунера, артвинская ящерица, понтийская ящерица, прыткая ящерица), птицами. В желудке одной особи был найден сеголеток колхидского ужа. Молодые гадюки предпочитают сеголетков ящериц, но могут также поедать прямокрылых. Яд имеет гемолитическое действие и вызывает сильное отравление.
Яйцеживородящий вид. Спаривание длится с конца марта по апрель. В конце августа самка рождает 3—8 детёнышей со средней длиной 13,5 см и массой 4,62 г. В течение часа после рождения детёныши массово линяют. Вторая линька наблюдается перед уходом на зимовку. На вторые сутки жизни гадюки начинают охотиться. Половой зрелости достигают к третьему году жизни.

## Охрана
По всему своему ареалу кавказская гадюка исчезает с большой скоростью. Во многих местах, где она была обычна в начале XX в., в настоящее время исчезла или сохранилась в рамках угасающих микропопуляций. Наиболее плотные популяции сохранились в Сочинском национальном парке. Снижение численности обусловлено уничтожением как самих животных, так и их мест обитания, в том числе из-за освоения Черноморского побережья Кавказа для отдыха. Большую роль также вносит отлов террариумистами.
В связи с небольшим фрагментированным ареалом и продолжающимся снижением численности вид признан вымирающим. Занесена в Красную книгу России как находящийся под угрозой исчезновения вид (категория 1), а также в Красную книгу Южной Осетии и красный список Грузии.

## Таксономия
Кавказская гадюка была описана российским герпетологом А. М. Никольским в 1909 году по пяти экземплярам, отловленным ботаником и географом Ю. Н. Вороновым на его даче в Цебельде. После поимки змеи были отправлены в Кавказский музей (сейчас — Государственный музей Грузии). Уже оттуда директор музея, А. Н. Казнаков, переслал их Никольскому, за что гадюка была названа его именем.